# Rivière de la Cosse
La rivière de la Cosse dénommée également la Grande Rivière de Jacmel est un cours d'eau qui coule à Haïti dans le département du Sud-Est et l'arrondissement de Jacmel aux limites orientales de la péninsule de Tiburon. Elle rejoint la mer des Caraïbes au niveau de la ville portuaire de Jacmel.

## Géographie
La rivière de la Cosse ou Grande Rivière de Jacmel prend sa source dans les contreforts de le massif de la Selle depuis la ravine Morel. Le cours d'eau se dirige vers le Sud-Ouest avant de s'orienter rapidement vers le Sud. Plusieurs affluents alimentent son bassin fluvial, notamment de nombreuses ravines (ravine Bois Cercueil, ravine Cava, ravine Fétiche, ravine Macaya, ravine Morne rouge) ; ainsi que plusieurs rivières, parmi lesquelles, la rivière Gauche située, malgré son nom, sur la rive droite et deux kilomètres en aval, la rivière La Gosseline, sur la rive gauche juste au nord de Jacmel. Enfin la rivière des Orangers rejoint, sur sa rive gauche, la rivière de la Cosse dans son embouchure même, à moins de 100 mètres du littoral. Ce fleuve se jette dans la mer des Caraïbes le long de la partie occidentale de la ville de Jacmel au centre de la baie de Jacmel.
La rivière de la Cosse est dénommée "Grande Rivière de Jacmel" par rapport à un autre cours d'eau, la Petite Rivière de Jacmel qui se jette dans la mer à l'ouest de Jacmel et de sa grande rivière principale.